# Azione a distanza (informatica)
In informatica, l'espressione azione a distanza denota un anti-pattern che ricorre frequentemente nella progettazione e lo sviluppo di programmi per calcolatore. Un'azione a distanza si verifica quando un programma viola il principio generale per cui una dichiarazione in una certa sua parte non deve cambiare il comportamento di un'altra parte in modo drastico e invisibile.
L'espressione ha origine dall'espressione omonima usata in fisica.

## Azione a distanza tra gli oggetti
La Legge di Demetra afferma che un oggetto debba interagire solo con gli oggetti ad esso vicini. Se l'azione a distanza è necessaria, il messaggio deve essere propagato per passa parola tra oggetti vicini (message passing è uno dei principi fondamentali del paradigma a oggetti). Ciò minimizza i cambiamenti necessari alla struttura del programma qualora si rendesse necessario un cambiamento nelle funzionalità del software creato.
Le situazioni di tipo accumulate and fire (carica e spara) dovrebbero essere sostituite dal Command pattern o da un pattern quale quello Model-View-Controller.